# القعدة
القعدة هي بلدية تابعة لدائرة زهانة بولاية معسكر. هي واحدة من القرى الأولى التي أنشأت في منطقة وهران، وتقع على بعد 40 كيلومترا جنوب شرق ضواحي وهران، وتمتد على مساحة 5000 هكتار. ومن العائلات المهمة في هذه البلدية، عائلة أو قبيلة المهاجة التي تنتمي إلى فئة الأشراف والتي أنجبت الكثير من الشخصيات البارزة في تاريخ الجزائر.

## وصلات أخرى

### وصلات خارجية
- بلدية القعدة: (فرنسي).

1. ↑   بي دي إف تعداد سكان الجزائر - ولاية معسكر على موقع ONS. نسخة محفوظة 23 يوليو 2018 على موقع واي باك مشين.